# اندیس کوه تکی داغ
کوه تکی داغ یک اندیس غیرفلزی است که در حوالی شهر اشتهارد استان تهران قرار دارد و مادهٔ معدنی موجود در آن، خاک صنعتی است. و دیرینگی آن به دوران سن  می‌رسد. 